# Otaslavice
Otaslavice (en allemand : Ottaslawitz) est une commune du district de Prostějov, dans la région d'Olomouc, en République tchèque. Sa population s'élevait à 1 318 habitants en 2023.

## Géographie
Otaslavice se trouve à 10 km au sud-sud-ouest de Prostějov, à 26 km au sud-sud-ouest d'Olomouc et à 206 km à l'est-sud-est de Prague.
La commune est limitée par Myslejovice au nord-ouest, par Vincencov et Vranovice-Kelčice au nord, par Dobrochov et Hradčany-Kobeřice à l'est, par Brodek u Prostějova et Podivice au sud, et par la zone militaire de Březina à l'ouest.

## Histoire
La première mention écrite de la localité date de 1279.

## Transports
Par la route, Otaslavice se trouve à 13 km de Prostějov, à 20 km d'Olomouc et à 256 km de Prague.